# Henri Anier
Henri Anier (Tallinn, 17 de dezembro de 1990) é um futebolista estoniano que atua como atacante. Atualmente, joga pelo Paide Linnameeskond.

## Títulos
Fonte:
Flora Tallinn
- Meistriliiga: 2010, 2011
- Copa da Estônia de Futebol: 2007–08, 2008–09, 2010–11
- Supercopa da Estónia: 2009, 2011